# Triaeris khashiensis
Triaeris khashiensis là một loài nhện trong họ Oonopidae.
Loài này thuộc chi Triaeris. Triaeris khashiensis được miêu tả năm 1966 bởi Tikader.